# Националсоциалистически блек метъл
Националсоциалистическия блек метъл (НС блек метъл или NS black metal) е поджанр на блек метъла, на базата на националсоциалистическа тематика, както и текстовете, свързани с атрибути. От 1997 година насам е независим стил метъл.

## Произход
Счита се, че за появата на този жанр допринася Варг Викернес от Burzum, през 1992 година в интервюто си пред списание „Кръв и чест“ той се присъединява към неонацистката организация „Zorn 1988“, както и в интервю пред „White Aryan Resistance“ през 1996 година. Въпреки че текстовете му не се изразяват националсоциалистическа тематика той приветства NS black metal движението.

## Идеология
За разлика от Блек метъла този подстил се допълва с текстове ориентирани към расизма, нацизма и антисемитизма.